# Hidrozytom

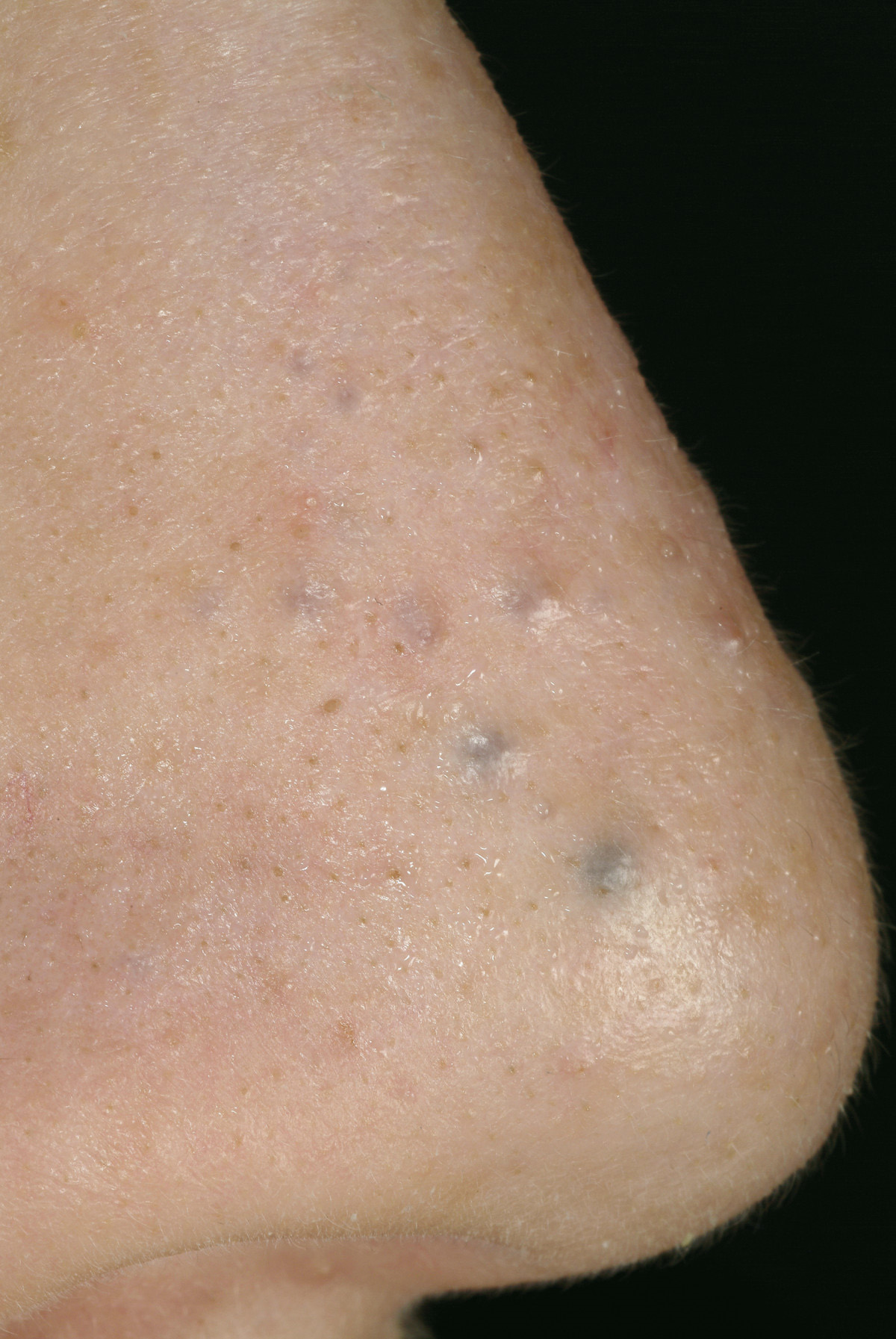
Multiple ekkrine Hidrozytome am rechten Nasenflügel

Ein Hidrozytom (griechisch hydrocytoma; ICD-O 8404/0), auch Hidrozystom, ist eine gutartige Gewebeneubildung (Neoplasie) aus der Familie der Adenome. Es handelt sich um zystische Papeln des Schweißdrüsenausführungsgangs (Retentionszysten).
Je nachdem welche Schweißdrüse davon betroffen sind, unterscheidet man in ekkrines Hidrozytom (auch Schweißdrüsenretentionszyste genannt) oder apokrines Hidrozytom (auch apokrines Zystadenom genannt). Diese Einteilung ist zwar durch neuere immunhistologische Untersuchungen widerlegt, da einige ekkrine Hidrozystome apokrine Antigene exprimieren, hat aber aus historischen Gründen weiterhin Gültigkeit.

## Beschreibung und Diagnose
Hidrozytome kennzeichnen sich durch lichtdurchlässige bläuliche Knötchen, die meist einzeln (solitär) auftreten. Die blaue Farbe entsteht dabei durch den Tyndall-Effekt. Histopathologisch erkennt man uni- oder multilokuläre zystische Bereiche innerhalb der Dermis. Multiple Hidrozytome treten beim Schöpf-Schulz-Passarge-Syndrom, einer seltenen autosomal-rezessiven Genodermatose, auf.
Ekkrine Hidrozytome sind häufig am Augenlid oder den Wangen lokalisiert.

## Therapie
Die Entfernung eines Hidrozytoms kann aus kosmetischen Gründen oder bei funktionell störenden Zysten angezeigt sein. Verschiedene Formen der Behandlung von Hidrozytomen sind beschrieben. Neben der einfachen Exzision sind dies die Hochfrequenzchirurgie, die Bestrahlung mit Infrarotlasern (CO2-Laser oder 1450-Nanometer-Diodenlaser) und Trichloressigsäure.

## Weiterführende Literatur
- S. B. Verma: Multiple apocrine hidrocystomas: a confusing clinical diagnosis. In: Anais Brasileiros de Dermatologia Band 85, Nummer 2, April 2010, S. 260–263, ISSN 1806-4841. PMID 20520948. (Review).
- H. M. Gilchrist, M. R. Wick, J. W. Patterson: Liesegang rings in an apocrine hidrocystoma: a case report and review of literature. In: Journal of Cutaneous Pathology Band 37, Nummer 10, Oktober 2010, S. 1064–1066, ISSN 1600-0560. doi:10.1111/j.1600-0560.2010.01559.x. PMID 20492082. (Review).
- K. Sarabi, A. Khachemoune: Hidrocystomas–a brief review. In: MedGenMed : Medscape general medicine. Band 8, Nummer 3, 2006, S. 57, ISSN 1531-0132. PMID 17406184. PMC 178130 (freier Volltext). (Review).
- S. Anzai, M. Goto, S. Fujiwara, T. Da: Apocrine hidrocystoma: a case report and analysis of 167 Japanese cases. In: International Journal of Dermatology Band 44, Nummer 8, August 2005, S. 702–703, ISSN 0011-9059. doi:10.1111/j.1365-4632.2005.02512.x. PMID 16101883. (Review).
- A. Alfadley, K. Al Aboud, A. Tulba, M. M. Mourad: Multiple eccrine hidrocystomas of the face. In: International Journal of Dermatology. Band 40, Nummer 2, Februar 2001, S. 125–129, ISSN 0011-9059. PMID 11328394. (Review).
- E. Alessi, R. Gianotti, A. Coggi: Multiple apocrine hidrocystomas of the eyelids. In: British Journal of Dermatology Band 137, Nummer 4, Oktober 1997, S. 642–645, ISSN 0007-0963. PMID 9390347. (Review).
- R. Betti, E. Inselvini, M. Palvarini, C. Crosti: Beidseitig auftretende apokrine Hidrozystome der Augenlider. In: Der Hautarzt Band 45, Nummer 8, August 1994, S. 566–568, ISSN 0017-8470. PMID 7960759.
- S. Veraldi, R. Gianotti, S. Pabisch, G. Gasparini: Pigmented apocrine hidrocystoma–a report of two cases and review of the literature. off. In: Clinical and Experimental Dermatology Band 16, Nummer 1, Januar 1991, S. 18–21, ISSN 0307-6938. PMID 2025927. (Review).